# Windwardside
Windwardside (auch Windward Side geschrieben) ist ein Dorf auf der Insel Saba, einer der besonderen Gemeinden der Niederlande in der Karibik. Mit 693 Einwohnern (Stand 2017) ist es noch vor dem Hauptort The Bottom die größte Ansiedlung auf Saba. Wie der Name aussagt, liegt das Dorf im Osten Sabas, auf der dem vorherrschenden Wind zugewandten Luvseite (engl. windward) der Insel.

## Geschichte
Permanente Siedlungen karibischer Ureinwohner sind für das Gebiet des heutigen Windwardside bereits ab dem Jahr 400 nachgewiesen. Die Siedlung bestand aus einer Reihe von Hütten, erbaut aus Holz, Fasern und Blättern, umgeben von Feuerstellen. Die Geschichte der europäischen Kolonisation des Gebiets ist umstritten. Lokale Geschichten berichten von einer Besiedelung Windwardsides als Kaffee- und Zuckerplantage, ausgehend von der Nachbarinsel Sint Eustatius. Ältere Einwohner verweisen auf die Überreste einer angeblichen Zuckerraffinerie an der Ostküste der Insel.
Windwardside wird seit dem 23. Januar 1964 mit elektrischem Strom versorgt.

## Tourismus
Der Ort ist touristisch geprägt und bietet neben mehreren Hotels und Gasthäusern diverse Einkaufsmöglichkeiten und Souvenirläden. Der Wanderweg zum Gipfel des Mount Scenery, dem höchsten Ort der Niederlande, beginnt in Windwardside. Das Harry L. Johnson-Museum mit Ausstellungsstücken zur sabanischen Geschichte wurde in einem historischen Cottage im Dorf eingerichtet.

## Galerie

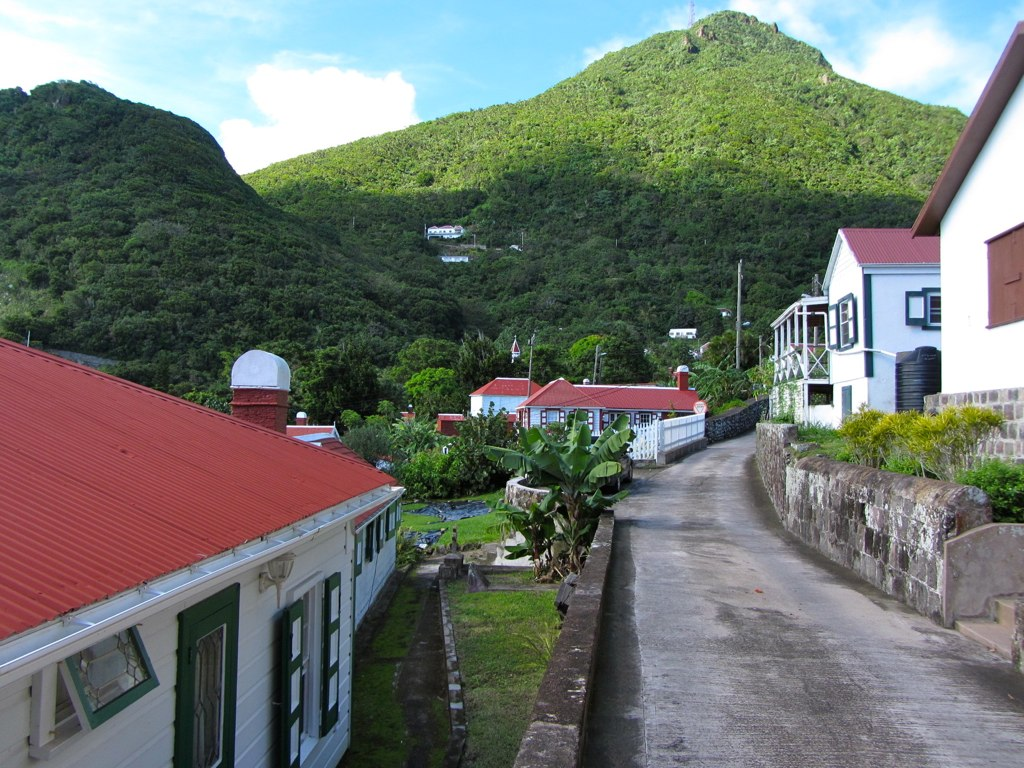
Straße in Windwardside
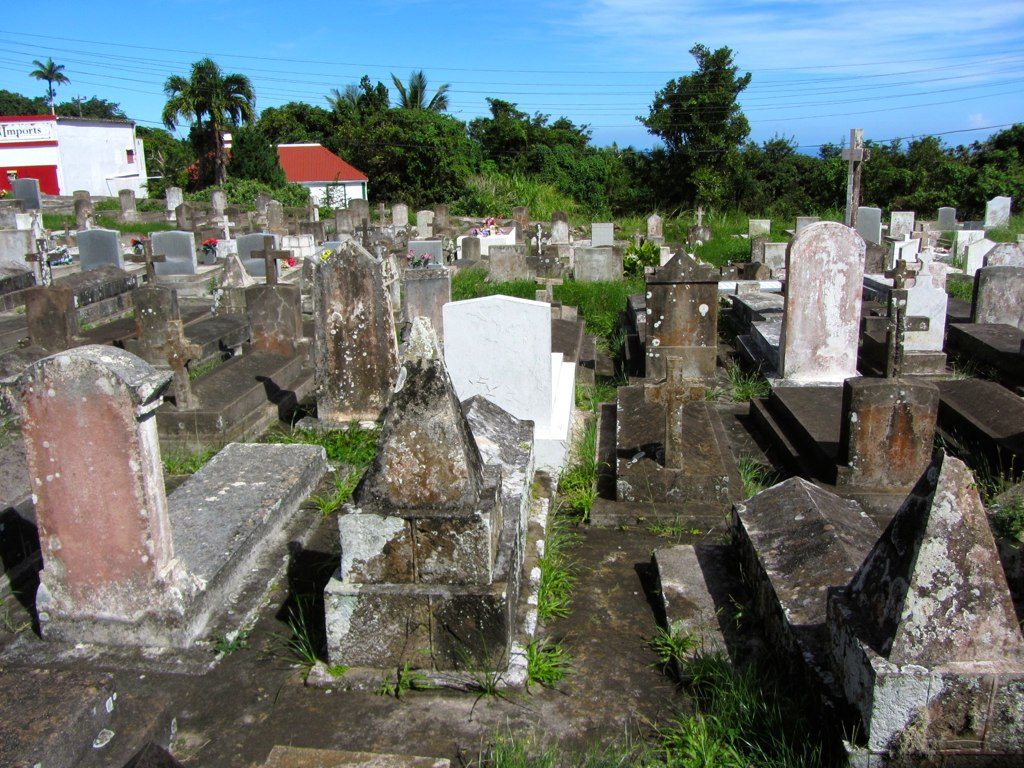
St. Paul's Cemetery, der Friedhof des Ortes
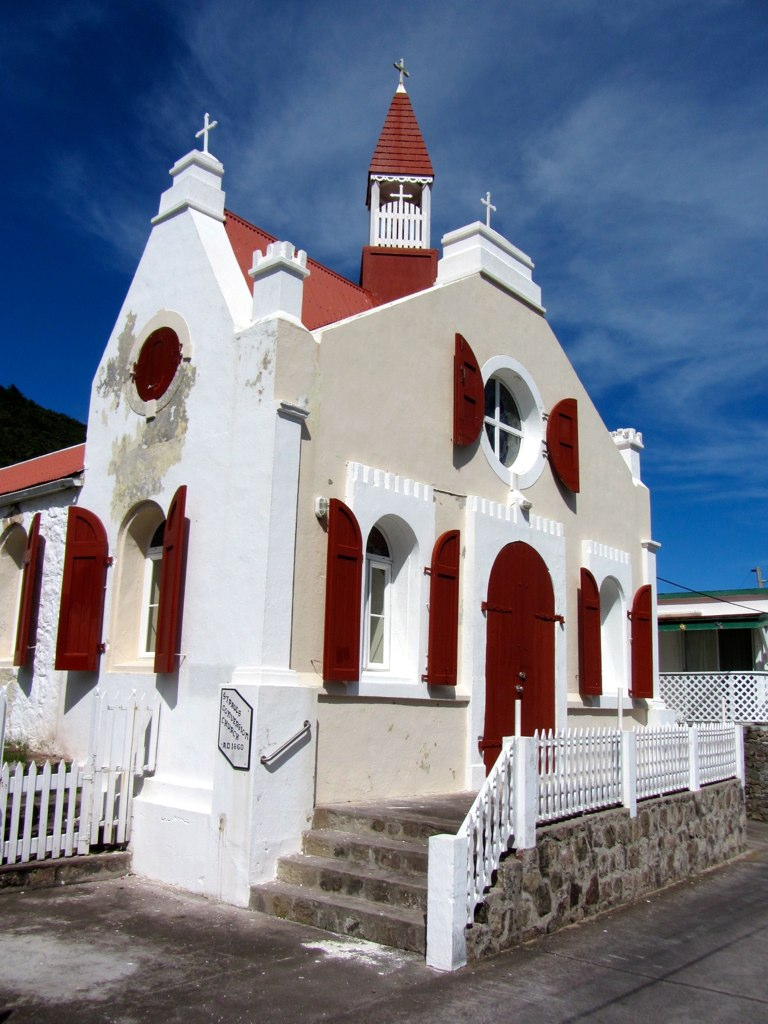
Die Kirche St.Paul's Conversion